# کیم یونگ جه
کیم یونگ جه (کره‌ای: 김영재؛ تلفظ کره‌ای: [ki.mjʌŋ.dzɛ] یا [kim] [jʌŋ.dzɛ]؛ زادهٔ ۷ سپتامبر ۱۹۵۲) سیاستمدار اهل کره شمالی است. او سفیر جمهوری دموکراتیک خلق کره در روسیه بود. او اکنون وزیر روابط اقتصادی خارجی کره شمالی است.